# Ejup Alimi
Ejup Alimi (mac. Ејуп Алими; ur. 10 lutego 1980 we wsi Tanusze) – północnomacedoński polityk pochodzenia albańskiego, w latach 2016–2020 deputowany do Zgromadzenia Republiki Macedonii Północnej z ramienia Demokratycznego Związku na rzecz Integracji.